# Frederick Gilroy
Frederick „Freddie“ Gilroy (ur. 7 marca 1936 w Belfaście, zm. 28 czerwca 2016 tamże) – północnoirlandzki bokser kategorii koguciej reprezentujący Republikę Irlandii, brązowy medalista letnich igrzysk olimpijskich w Melbourne w boksie.